# Reflorestamento

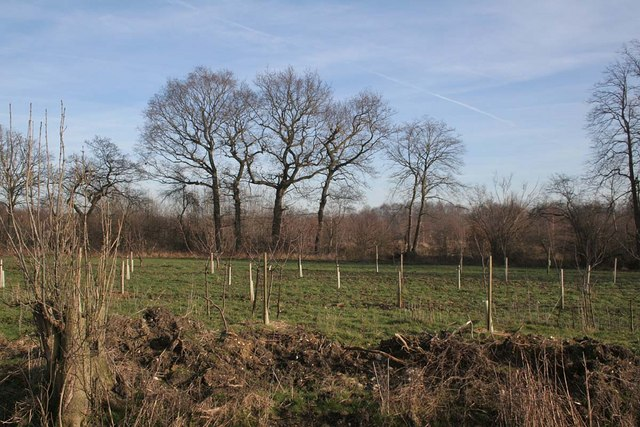
Projeto de reflorestamento na Inglaterra.

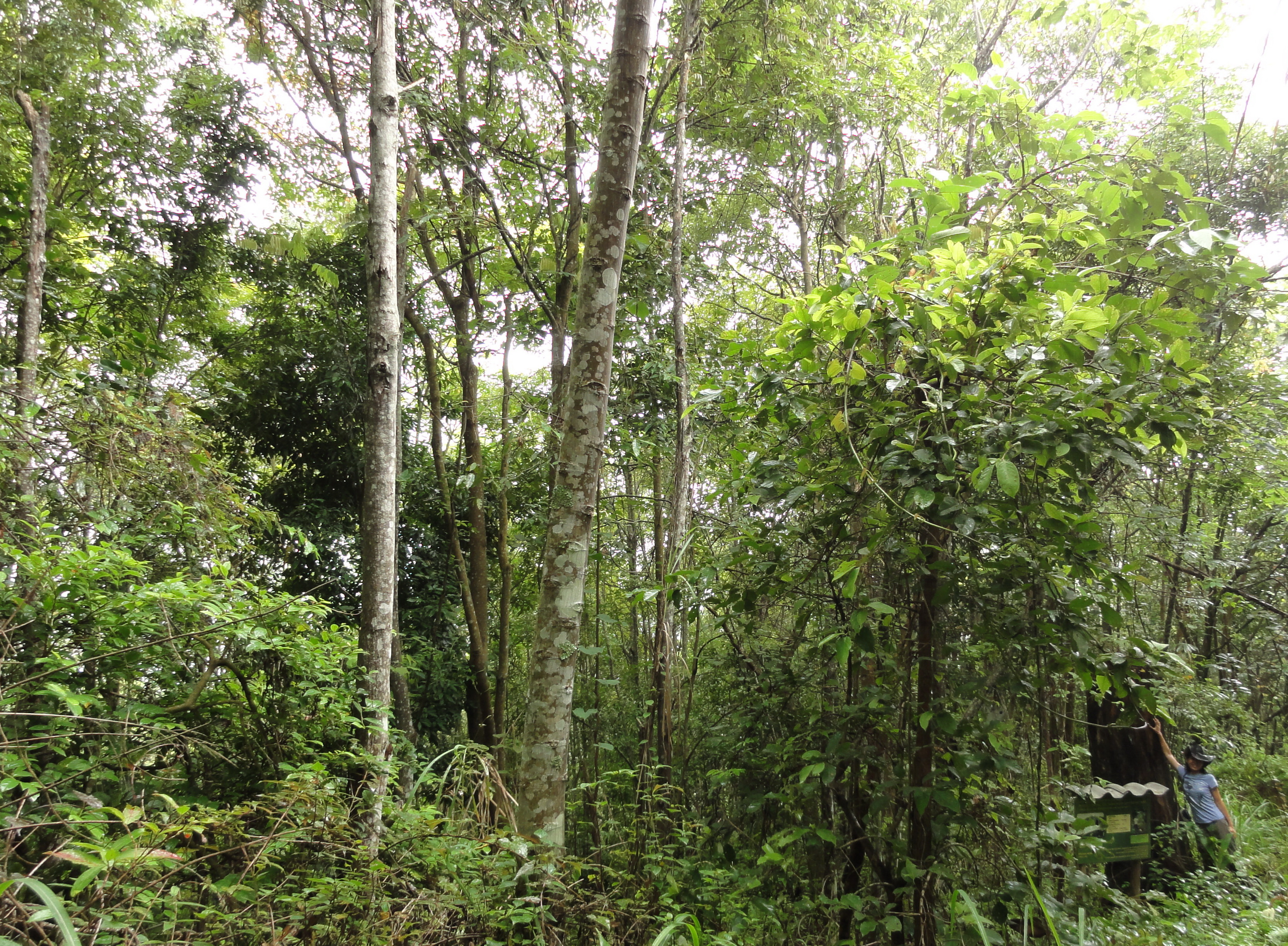
Floresta em recomposição na Tailândia, 12 anos após derrubada.

Reflorestamento é a regeneração natural ou intencional de florestas e matas que foram esgotadas anteriormente, geralmente devido ao desmatamento. O reflorestamento pode ser usado para a manutenção de matas ciliares, reconstruir habitats naturais e ecossistemas, melhorar a qualidade de vida humana, através da absorção da poluição e da poeira do ar, mitigar o aquecimento global por meio do sequestro de carbono da atmosfera e para a extração vegetal, em especial de madeira.
O reflorestamento pode ser também uma forma de manejo sustentável procurando evitar a extinção de espécies e melhorar ou manter a qualidade de vida de uma região.
Segundo uma estimativa da FAO, entre 2000 e 2010 o mundo perdeu cerca de 130 milhões de hectares de florestas, mas ganhou de volta 78 milhões de hectares em reflorestamentos naturais ou induzidos. No entanto, áreas reflorestadas natural e artificialmente costumam divergir muito em suas características e nos serviços ambientais que oferecem. Os reflorestamentos humanos geralmente ficam muito longe de recompor integralmente a biodiversidade primitiva, especialmente no caso das tropicais, e florestas jovens, mesmo recuperadas naturalmente, são muito distintas em relação às maduras em termos de composição e densidade vegetal, e também de biodiversidade.
O corte contínuo e o re-cultivo de florestas tropicais para fornecer madeira reduzem os níveis de nutrientes vitais no solo, o que pode limitar o crescimento e a recuperação futuros da floresta. Isso levanta preocupações sobre a sustentabilidade a longo prazo da exploração madeireira nos trópicos.